# 언문청
언문청(諺文廳) 또는 정음청(正音廳)은 조선 세종 25년-26년 사이에 창설되어 중종 원년에 없어진 관청의 하나이다. 정음 및 정음에 관계되는 모든 일을 맡아 보던 기관으로, 창설 당시에는 정인지·성삼문·최항·신숙주·박팽년·강희안·이선로 등이 이 곳에 종사했다.
‘언문청’과 ‘정음청’이 둘 다 병칭되어 사용된 것인지 혹은 시대에 따라 이름이 달리 불린 것인지는 확실치 않다.